# Chaussée-d'Antin
La Chaussée-d'Antin è il 34º quartiere amministrativo di Parigi, situato nel IX arrondissement. Il suo toponimo deriva dall'omonima strada risalente al XVII secolo.